# Adair Tishler
Adair Tishler (* 3. Oktober 1996 in Nashville, Tennessee) ist eine US-amerikanische Schauspielerin, die ihren derzeit größten Erfolg als Charakter Molly Walker in der Fernsehserie Heroes verzeichnen kann. Für diese Nebenrolle gewann sie 2008 den Young Artist Award.

## Filmografie
- 2003: Six and the City (Kurzfilm)
- 2003: Paper Dolls (Kurzfilm)
- 2004: Ms. Goldman (Kurzfilm)
- 2005: Dr. House (House, Fernsehserie, eine Folge)
- 2005: The White Horse Is Dead
- 2006: E-Ring – Military Minds (E-Ring, Fernsehserie, eine Folge)
- 2006: Pop Star (Kurzfilm)
- 2006: Charmed – Zauberhafte Hexen (Charmed, Fernsehserie, eine Folge)
- 2006: A Dead Calling
- 2006–2008: Heroes (Fernsehserie, 16 Folgen)
- 2007: Ten Inch Hero
- 2007: Ruthless (Kurzfilm)
- 2007: Saving Grace (Fernsehserie, eine Folge)
- 2007: The Sarah Silverman Program. (Fernsehserie, eine Folge)
- 2008: Your Name Here
- 2008: Code Name: The Cleaner (Fernsehserie, eine Folge)
- 2008: Cabin Massacre (Farm House)
- 2008: Grey’s Anatomy (Fernsehserie, eine Folge)
- 2009: An American Girl: Chrissa setzt sich durch (An American Girl: Chrissa Stands Strong)
- 2009: Born That Way (Kurzfilm)
- 2009: Criminal Minds (Fernsehserie, eine Folge)
- 2009: Within
- 2009–2010: Dollhouse (Fernsehserie, zwei Folgen)
- 2010: Jack and the Beanstalk